# Богатир (вугільний розріз)
«Богати́р» — вугільний розріз виробничого об'єднання «Екібастузвугілля», найбільший у світі. Розташований за 130 км від м. Павлодар, Казахстан.

## Історія
Будівництво почалося в 1965 р. Перша черга потужністю 5 млн. т введена в 1970 р.

## Характеристика
Виробнича потужність 50 млн т вугілля на рік (1981). Вугілля кам'яне, слабкоспікливе, малосірчисте, теплотворна здатність 12,06-15,49 МДж/кг.
За час експлуатації розрізу видобуто понад 1 млрд тонн вугілля (2000), його виробнича потужність 50 млн. тонн вугілля в рік. Перша черга розрізу введена в експлуатацію в листопаді 1970 року, а вже в грудні 1983-го «Богатир» досяг проектної потужності.
У жовтні 1996 року розріз був приватизований американською компанією Access Industries внаслідок відкритого тендера, було засновано ТОО «Богатир Аксес Комір». Первісток Екібастузського вугільного басейну, розріз «Північний», з 1999 року також знаходиться під управлінням ТОО «Богатир Аксес Комір». З самого початку виробничої діяльності компанія займається технічним переозброєнням виробництва: тут змонтований перший у світі міжуступний самохідний перевантажувач, згідно з інвестиційною програмою введені в експлуатацію унікальні вагодозувальні комплекси, які не мають аналогів.

## Технологія розробки
Родовище розробляється відкритим способом.
Розробляються 3 вугільні пласти сумарною потужністю 100—150 м. Верхні два пласти мають відносно просту будову, нижній — складну; всі мають породні прошарки.
Система розробки — транспортна з вивезенням розкривних порід на зовнішні відвали. На розкривних роботах застосовують одноківшеві екскаватори, видобуток вугілля теж здійснюється екскаваторами; транспортування породи і вугілля — залізничним транспортом. Річний об'єм розкривних робіт в кінці ХХ ст. досягав 25 млн. м³.